# Kungshögen i Höllviken
”Kungshögen” är en gravhög från bronsåldern i Höllviken i Vellinge kommun.
Vid Foteviken ligger en bronsåldershög som har kallats "Kungshögen". Högen är 22 meter i diameter och fem meter hög.Högen uppfyller med 22 meter inte villkoren för att klassificeras som kungshög vilket kräver 30 meter i diameter. Namnet förklaras i avsnittet om traditioner nedan. Högen är närmast fyrkantigt i bottenplan genom kringodling och skador av landsväg. Högen har något ojämn yta.  Från kanten i ostsydost och till toppen är en gångstig, 1 meter bred och 0.1-0.2 meter djup.
Högen undersöktes av professor Oscar Montelius 1890. Montelius hittade fem gravar i högen. Den yngsta graven, en skelettgrav från vikingatiden, fanns i övre delen av högen. En annan yngre bronsåldersgrav var anlagd under ett litet stenröse som lagts på den forntida marknivån. Tre gravar var nedgrävda under själva högen. 

## Gravar under högen
Den troligtvis äldsta graven utgjordes av en 11 centimeter hög gravurna som varit försedd med ett handtag. I urnan påträffades tvättade, brända människoben. Ett annat, grövre och större lerkärl har blivit avslaget runtom varefter bottenpartiet använts som lock på gravurnan. Denna grav var nedgrävd under den forntida markytan mitt i den blivande gravhögen. Fynd från gravarna under högen: lerkärl, lerkärlsbitar, lock, brända ben.
Från en ”brandplätt under högens botten” tillvaratogs också en annan gravurna innehållande tvättade brända människoben.

### Graven med husurna
Ytterligare en grav påträffades ”22 fot sydost om högens midt, på högens botten.” Den döde hade kremerats och de tvättade benen lagts i ”en husurna af bränd lera, målad med svart och gul färg. Bredt oval, med ett (nu krossadt) lock fordom täckt öppning midt i taket, som utgjort ett stycke med det öfriga. Urnan fyrkantig, med afrundade hörn. Var krossad; nu till största delen hopsatt.”
Urnan var placerad i en enkel stenkista som täcktes av ett litet stenröse. Urnan stod på en ”fjerdedelen af en qvarnsten, som haft en oval urholkning för sädens krossande.” Runt urnan inne i stenkistan hade man lagt tång. I urnan påträffades  ”1 bronsknif med tånge och ett rundt hål vid dess bas. 1 syl af brons; fyrkantigt skaft och trind spets. Längd 6,3 cm. 1 dubbelknapp af brons; rund, svagt kullrig öfverdel; foten mindre, troligen ursprungligen rund, nu skadad i kanten. Öfverdelens diameter 2 cm. 1 större och 1 mindre bit, böjdt bronsbleck.”
Fynd av husurnor, dvs, gravurnor i keramik som har likheter med hus, är ovanliga i det nordiska arkeologiska materialet. Det som gör husurnan från Höllviken unik är att den är försedd med målad dekor som framhäver byggnadens konstruktion.
Det verkar således som om man vid anläggandet av husurnegraven utökat en redan befintlig gravhög. Bronserna i graven tillhör period V, alltså ca 900-800 f.Kr. Från graven på botten utgjordes fynden av 1 husurna med bronskniv, bronssyl, dubbelknapp av brons, 2 bronsbleck, brända ben. I röset fannas även del av malsten, kol och tång. Bild av husurnan i Fornvännen 1912.

### Järnåldersgrav
Under järnåldern har man sedan anlagt en skelettgrav i gravhögens topparti. Här påträffades: ”Ben af ett menniskoskelett (bit af underkäk; ett bäckenben, båda lårbenen, det ena afbrutet, med tydliga sjukdomsmärken vid ledgångarna)." Förutom dessa skelettrester påträffades en sked av horn och ett fragment av en enkelradig benkam. Från den vikingatida graven i högens topp är fynden 1 älghornssked, kam, bronsring, skifferbryne, sten, ben av människoskelett, tång och trä. I själva högen hittades djurben.

### Traditioner om högen
Enligt tradition har högen sitt namn efter prins Magnus Nielsen som stupade i slaget vid Foteviken den 4 juni 1134 och som sades ligga begravd i högen. Montelius beskriver dessutom en annan muntlig tradition som var förknippad med högen: ”Ännu i början af detta århundrade (alltså 1800-talet) tändes i ofredstid vårdkas på högen; eld som brann i toppen af en midt på högen rest, hög stång.” Vid utgrävningen av järnåldersgraven i högens topp fann han också att denna blivit förstörd av nedgrävningen av en kraftig stolpe som kan härröra från vårdkasen.